# Health Insurance Portability and Accountability Act
 (juillet 2025).
Le Health Insurance Portability and Accountability Act (HIPAA) est une loi votée par le Congrès des États-Unis en 1996 et qui concerne la santé et l'assurance maladie.
Les rapporteurs de la loi étaient les sénateurs Ted Kennedy et Nancy Kassebaum.
Le second volet de la loi HIPAA définit les normes américaines pour la gestion électronique de l'assurance maladie, la transmission des feuilles de soins électroniques et tous les identifiants nécessaires au programme de dématérialisation des feuilles de soins pour l'assurance-maladie. Il demandait notamment au département de la Santé et des Services sociaux des États-Unis (HHS) de publier des règles facilitant et régulant l'échange de données entre les acteurs de la santé. Conformément à la loi, le HHS a par la suite édicté cinq règles : le Privacy Rule (« vie privée »), le Transactions and Code Sets Rule (régulant les transactions), le Security Rule (sur la sécurité des données), l'Unique Identifiers Rule (sur l'identifiant unique), et l'Enforcement Rule, prévoyant un pouvoir de contrôle et de sanction du HHS afin de s'assurer de la mise en œuvre de ces règles (en pratique, celui-ci serait peu utilisé).

## Vie privée
En matière de vie privée et de protection des données médicales du patient, rendue d'autant plus nécessaire que se généralisait l'usage du dossier médical personnel et des échanges informatiques de données, le Privacy Rule publié par le HHS distinguait notamment des données sensibles, appelées Protected health information (en) (PHI). Les organismes et acteurs de la santé agréés sont autorisés, sous certaines conditions, à faire usage et à transférer à d'autres organismes ces données PHI. Cela inclut les soins et leur paiement mais aussi, éventuellement, l'usage à des fins répressives (en cas de maltraitance infantile). Les patients doivent être alertés de l'usage de leur PHI et bénéficient d'un droit d'accès et de rectification.
La sous-section D de HIPAA, qui aborde ce domaine de la vie privée, a été modifiée par le plan de relance économique des États-Unis de 2009.

## Numéro d'identification
Il met notamment en place, en le généralisant, le National Provider Identifier (en) (NPI), un numéro d'identification géré par les Centers for Medicare and Medicaid Services (en). Ce numéro remplace notamment le Unique physician identification number (en), identifiant donné à tous les médecins acceptant les patients Medicaid jusqu'alors, et créé par le Consolidated Omnibus Budget Reconciliation Act de 1985 (en). Tout organisme délivrant des soins de santé ou lié au domaine de la santé a ainsi un NPI : médecin, dentiste, hôpital, maison de retraite, chiropracteur, mais aussi les laboratoires, les pharmacies, les entreprises de matériel médical, etc. Ce numéro est utilisé dans toute transaction entre les acteurs de ce secteur. Il est utilisé dans le dossier médical personnel des patients pour identifier leur soignant.